# Биспинор
Биспинор — обобщённый вектор, состоящий из двух компонентов (спиноров), который используется для описания группы вращений евклидова или псевдоевклидова пространства. Биспинор сводится к четырёхкомпонентному столбцу — паре двухкомпонентных столбцов:
{\displaystyle \psi =\left({\begin{matrix}\varphi ^{\alpha }\\\chi ^{\beta ^{\prime }}\end{matrix}}\right)}
где индексы {\displaystyle \alpha } и {\displaystyle \beta ^{\prime }} пробегают значения 1 и 2.
Биспинор — это дираковский спинор в представлении, где матрица диагональна (см. уравнение Дирака).
В квантовой теории поля биспиноры удобны для единообразного описания массивных и безмассовых релятивистских частиц со спином 1/2.

## Математическое представление
Полные соотношения для биспиноров u и v:

{\displaystyle \sum _{s=1,2}{u_{p}^{(s)}{\bar {u}}_{p}^{(s)}}=p\!\!\!/+m,}

{\displaystyle \sum _{s=1,2}{v_{p}^{(s)}{\bar {v}}_{p}^{(s)}}=p\!\!\!/-m,}

где {\displaystyle a\!\!\!/=\gamma ^{\mu }p_{\mu }} — биспинор, здесь нештрихованный и штрихованный индексы пробегают значения 1 и 2. По отношению к группе трёхмерных вращений и являются обычными спинорами, преобразующимися по представлению со спином 1/2. Различие между ними проявляется при преобразованиях Лоренца: спиноры преобразуются по представлениям, к-рые комплексно сопряжены друг другу, по т. н. представлениям и группы Лоренца.